# Phyllonorycter tribhuvani
Phyllonorycter tribhuvani là một loài bướm đêm thuộc họ Gracillariidae. Nó được tìm thấy ở Nepal.
Sải cánh dài khoảng 6.5 mm.
Ấu trùng ăn Prunus cerasoides. Chúng ăn lá nơi chúng làm tổ.